# Chipita Rodriguez
Josefa "Chipita" Rodriguez (30 de diciembre de 1799 – 13 de noviembre de 1863) fue una mujer mexicana y estadounidense acusada de robo y asesinato y ejecutada en la horca en el Condado de San Patricio en Texas en 1863 a la edad de 63 años.
El entonces gobernador de Texas, Dolph Briscoe, emitió una resolución oficial en 1979 reconociendo las irregularidades del juicio de Chipita y en 1985 la legislatura estatal aprobó una resolución oficialmente exonerándola.
Chipita sería la última mujer ejecutada en Texas en 135 años hasta la ejecución de Karla Faye Tucker en 1984 por asesinato.

## Primeros años
Rodriguez nació en 1799 en el entonces virreinato de la Nueva España en San Patricio, Texas. Su padre era Pedro Rodríguez, un desertor (posiblemente un texano forzado a unirse al ejército mexicano) del ejército de Santa Anna durante su expedición a San Antonio en 1836; el padre de Chipita moriría durante la guerra de independencia de Texas.
Se casó a los 20 años y tuvo un hijo pero su esposo la abandono robando a su hijo que aun era un bebé. Ella se quedó a vivir tras la independencia de México, la posterior independencia de Texas de México y la guerra de secesión cuando los estados del sur de Estados Unidos (incluyendo Texas) declararon independencia de dicha nación. Rodriguez se sostuvo económicamente rentando su humilde choza junto al río Nueces a viajeros que dormían en un catre en el porche de su casa incluyendo cena y desayuno.
Chipita no era dueña de la tierra donde se ubicaba su hogar y tenía que pagar renta.

## Crimen
En 1863, durante la guerra de secesión, un comerciante llamado John Savage que se quedó a dormir en su propiedad fue asesinado y su dinero robado; aunque dicho dinero, 600 dólares en oro, fueron encontrados posteriormente río abajo donde el cadáver de Savage también fue encontrado dentro de un saco de arpillera por dos esclavos, dos días después de haberse quedado en la casa de Chipita. Sangre fue encontrada en el porche de Chipita aunque ella argumento que la sangre era de una gallina que había matado para comer; la fecha exacta del crimen se perdió cuando los archivos de la corte se perdieron en un incendio años después pero probablemente sucedió entre el 1 de septiembre y el 1 de octubre de 1863.
Tanto Chipita como Juan Silvera (que probablemente era su hijo ilegítimo y trabajaba para Chipita en el momento del asesinato realizando trabajos variados) fueron detenidos por el sheriff William Means y condenados por este asesinato con el motivo del asesinato habiendo sido robar a Savage. Sin embargo, el dinero había sido encontrado junto al cadáver y Savage había pasado su última noche en un salón local bebiendo con los locales y alardeando sobre el dinero que había ganado producto de una venta de caballos al ejército de la unión (estadounidense), algo que molesto a muchos locales considerando que Texas era parte de los Estados Confederados de América y se encontraba inmersa en la Guerra de secesión contra Estados Unidos. 
Durante su juicio, Chipita se negó a testificar o incluso a hablar en su propia defensa y solo repetía que ella era inocente; algunos sintieron que hizo esto para proteger a su posible hijo ilegítimo Juan Silvera quien quizás era el verdadero asesino; Silvera fue hallado culpable de un delito menor y recibió una condena ligera mientras que Chipita fue hallada culpable de asesinato por el juez Benjamin F. Neal de la 14.ª corte de distrito.
El jurado recomendó clemencia en consideración de su avanzada edad y su sexo pero Neal la sentenció a muerte. Fue detenida en la casa del sheriff Means en Meansville donde dos turbas trataron de lincharla en dos ocasiones tras lo cual fue trasladada a la corte local donde niños locales le regalaban subrepticiamente dulces y tabaco.
El 13 de noviembre de 1863 el verdugo llegó a la celda de Chipita para ejecutarla pero inicialmente no pudo hacerlo tras encontrar resistencia de una residente local llamada Kate McCumber. Más tarde, ese mismo día, Chipita fue colgada de un árbol de mezquite; usaba un vestido que le regaló una residente local llamada Rachel Sullivan y sus últimas palabras fueron "no soy culpable", en español.
Su cuerpo sería enterrado en una tumba sin nombre en un lugar no identificado.

## Legado y cultura
Chipita fue finalmente exonerada, primero en 1979 cuando el gobernador Dolph Briscoe de Texas emitió una proclama oficial reconociendo la injusticia de su proceso judicial y después en 1985 cuando la legislatura estatal de Texas la exonero oficialmente.
La historia de Chipita ha tenido un extenso impacto cultural regional, y ha inspirado diversas obras de arte, incluyendo dos operas, una obra de teatro, poemas, libros y artículos de revista.
Historias de la aparición del fantasma de Chipita comenzaron a circular casi inmediatamente después de su muerte y por lo menos uno de los testigos de la ejecución reportó haber escuchado un quejido y un golpe desde dentro del ataúd de Chipita cuando este era trasladado en una carreta, y en días posteriores comenzaron a contarse historias de su fantasma apareciendo en la forma de una mujer en llanto caminando en el área con una soga anudada en torno a su cuello, vagando por las calles de San Patricio y los bancos del río Nueces.